# Catherine Houdart
Pour les articles homonymes, voir Houdart.
Catherine Houdart, née à Mons le 6 mai 1969 est une femme politique belge, membre du Parti socialiste, première échevine à la ville de Mons et députée régionale. 

## Biographie
Petite-fille du seul élu socialiste de l'ancienne commune de Villers-Saint-Ghislain, c'est en accompagnant son père aux meetings et autres assemblées générales qu'elle prend goût à la politique. 
Diplômée en tourisme, Catherine Houdart est employée à l'Office du Tourisme de Mons de 1992 à 2000. Elle se présente pour la première fois au suffrage de ses concitoyens en octobre 2000 et recueille 925 voix. Elle devient alors échevine de l'État civil et de la Population. 
Six ans plus tard (octobre 2006), Catherine Houdart se présente à nouveau au suffrage communal. Elle obtient le deuxième score montois tous partis confondus, soit 3371 voix. 
Elle se voit alors attribuer le premier échevinat, avec pour compétences l’Éducation et la Participation citoyenne. De plus, Elio Di Rupo étant ministre-président de la région wallonne, il nomme Catherine Houdart bourgmestre faisant fonction pour la nouvelle mandature du 4 décembre 2006 au 23 juillet 2007. C'est la première fois dans l'histoire de Mons qu'une femme exerce ce mandat.
Le 20 juillet 2007, Elio Di Rupo reprend ses fonctions de bourgmestre et Catherine Houdart revient à ses attributions initiales. 
Aux élections régionales de juin 2009, bien que classée sixième suppléante, ses voix de préférence lui permettent d'atteindre la troisième place en termes de score. Un an plus tard, grâce à la combinaison de différentes facteurs que sont le scrutin fédéral, le désistement de Camille Dieu et l'élection à la Chambre des représentants d'Elio Di Rupo, Catherine Houdart prête serment le 6 juillet 2010 comme députée régionale. 
Catherine Houdart est membre titulaire de la Commission des Affaires générales à la Région wallonne et de la Commission de la Culture, de l'Audiovisuel, de l'Aide à la Presse, du Cinéma, de la Santé et de l’Égalité des Chances à la Communauté française et suppléante pour la Commission de l'Éducation.

## carrière politique
- Conseillère communale de Mons (2001-)
  - Échevine (2001-2006)
  - Bourgmestre ff. (2007)
  - Échevine (2007-)
- Député wallonne (2009-)